# 日本生命レッドエルフ
日本生命レッドエルフ（にほんせいめい れっどえるふ）は、大阪府を本拠地とする卓球のクラブチームである。2018年秋に開幕したTリーグに所属。

## 概要
日本生命レッドエルフは2018年に新設されたTリーグに所属する卓球のクラブチーム。妖精のエルフとコーポレートカラーのレッドをかけて「レッドエルフ」と命名された。

## 沿革
1954年、日本生命女子卓球部が創部。日本卓球リーグ前期優勝13回・後期優勝18回・内閣総理大臣杯17回。全日本卓球選手権大会（団体の部）優勝14回、全日本実業団卓球選手権大会優勝10回、Tリーグ優勝5回の実績を残している。
2016年、日本生命野球部とともに練習拠点を吹田市から貝塚市へ移転。女子卓球部が練習拠点とする日本生命体育館は、かつて「東洋の魔女」と呼ばれた女子バレーボールチームの日紡貝塚（のちのユニチカ・フェニックス）が2000年まで練習拠点としていた旧ユニチカ体育館（1990年竣工）を改装したものである。
2018年開幕のTリーグに参加し、初代王座に輝いた。全国実業団女子最多の計42回のタイトルを獲得している。8月1日、チーム名・ロゴ・マスコット・所属選手の発表を行い、「日本生命レッドエルフ」と発表された。レッドはチームカラーの赤から、エルフは英語の「妖精」とドイツ語の「11(卓球における11点先取ルールを意味する)」から採られている。
2022-23シーズンからはTリーグ初参戦となった伊藤美誠の参戦も発表した。

## 選手とスタッフ

### 選手
| 背番号           | 国           | 選手名      | ランク | 戦型                 | 備考 |
| #0               | 日本の旗     | 森さくら    | ☆3     | 右シェークドライブ型 |      |
| #2               | 日本の旗     | 上澤杏音    | ☆      | 左シェーク異質攻撃型 |      |
| #5               | 日本の旗     | 笹尾明日香  | ☆2     | 右シェーク異質攻撃型 |      |
| #8               | 日本の旗     | 麻生麗名    | ☆      | 右シェークドライブ型 |      |
| #14              | 日本の旗     | 篠原夢空    | ☆      | 右シェークドライブ型 |      |
| #15              | 日本の旗     | 赤江夏星    | ☆3     | 右シェークドライブ型 |      |
| #18              | 日本の旗     | 早田ひな    | ☆5     | 左シェークドライブ型 |      |
| #19              | 大韓民国の旗 | チョン ジヒ | ☆5     | 左シェークドライブ型 |      |
| 2024-25 シーズン |              |             |        |                      |      |

### スタッフ
| 役職             | 氏名     | 備考 |
| 総監督           | 村上恭和 |      |
|                  | 徐克     |      |
| コーチ           | 岸田聡子 |      |
| コーチ           | 竹谷康一 |      |
| コーチ           | 石田大輔 |      |
| コーチ           | 唐興賀   |      |
| コーチ           | 岡雄介   |      |
| コーチ           | 森聡詩   |      |
| コーチ           | 金恵美   |      |
| コーチ           | 松﨑太佑 |      |
| コーチ           | 左俊斉   |      |
| 2024-25 シーズン |          |      |

### 歴代総監督
| 役職   | 氏名     | 在籍年 |
| 総監督 | 村上恭和 | 2018-  |

## 成績
| シーズン | 試合数 | 勝利数 | 敗戦数 | 獲得 マッチ | 喪失 マッチ | 得失 マッチ | 勝ち点 | シーズン順位 | プレーオフ |
| 2018-19  | 21     | 13     | 8      | 51          | 38          | 13          | 43     | 2位          | 優勝       |
| 2019-20  | 21     | 14     | 7      | 58          | 34          | 24          | 51     | 1位          | 優勝       |
| 2020-21  | 21     | 13     | 8      | 49          | 44          | 5           | 43     | 2位          | 優勝       |
| 2021-22  | 20     | 16     | 4      | 57          | 32          | 25          | 53     | 1位          | 優勝       |
| 2022-23  | 20     | 11     | 9      | 47          | 40          | 7           | 39     | 3位          | 準優勝     |
| 2023-24  | 20     | 15     | 5      | 53          | 32          | 21          | 48     | 2位          | 優勝       |
| 2024-25  | 25     | 13     | 12     | 62          | 45          | 17          | 51     | 3位          | SF敗退     |

## 歴代選手
- 常晨晨
- 蒋慧
- 陳思羽
- 前田美優：2018年 - 2021年[7]
- 平野美宇：2018年 - 2022年
- 長﨑美柚：2021年 - 2022年